# (33903) 2000 KH68
2000 KH68 (asteroide 33903) é um asteroide da cintura principal. Possui uma excentricidade de 0.31512540 e uma inclinação de 15.44059º.
Este asteroide foi descoberto no dia 30 de maio de 2000 por LONEOS em Anderson Mesa.